# Proechimys pattoni
Proechimys pattoni (щетинець Паттона) — вид гризунів родини щетинцевих, який мешкає у західній Амазонії, у верхів'ї Ріу Журуа, у західній Бразилії та східному Перу. На сході його замінює Proechimys gardneri. Мешкає у незайманих лісах, які не піддаються сезонному затопленню. Каріотип: 2n=40, FN=56.

## Етимологія
Вид названий на честь Джеймса Паттона.

## Морфологія
Морфометрія. Повна довжина: 278–328, довжина хвоста: 106–141, довжина задньої стопи: 37–43, довжина вух: 20–22 мм.
Опис. Невеликий щур. Особини стрункі, мають відносно короткі вуха і хвіст, і малі задні ноги. Темно-коричневий верх хвоста поступово переходить у колір нижньої частини хвоста, який може бути від блідо-коричневого до кремового. Луски на хвості відносно невеликі (приблизно від 10 до 12 кілець на см), але явно впадають у вічі. Загалом же колір тіла коливається від сіро-коричневого до оборна (щось середнє між каштановим і червоним), але з грубими прожилками з різною кількістю чорного як на спині так і на боках, а також густим темно-коричневим остюкоподібним волоссям на спині, яке надає їй трохи темніший вигляд, але контраст між кольором спини й боків не різкий. Колір черева та підборіддя чисто білі, біла пляма присутня на основі вібрисів у більшості зразків. Білий колір внутрішньої поверхні задніх кінцівок переривається темним кільцем навколо передплесного суглобу. Верхні поверхні задніх ступнів повністю білі для більшості зразків, хоча в деяких вся задня ступня здається більш золотистою, ніж чисто білою або злегка коричневою по боках, включаючи третій і четвертий пальці, або по всій верхній центральній лінії.

## Відтворення
Середній розмір приплоду - два дитинча. Даних недостатньо, щоб судити про сезонність відтворення, але розмноження в сухий сезон було підтверджено. 

## Загрози та охорона
Немає відомих серйозних загроз для виду на сьогодні; гризун проживає в далині від об'єктів розвитку промисловості. В межах ареалу цього гризуна є кілька охоронних районів, його присутність у Національному Парку Перу була підтверджена.